# Pål Jackman
 (avril 2024).
Si vous disposez d'ouvrages ou d'articles de référence ou si vous connaissez des sites web de qualité traitant du thème abordé ici, merci de compléter l'article en donnant les références utiles à sa vérifiabilité et en les liant à la section « Notes et références ».
Pål Jackman est un réalisateur et musicien norvégien, né en 1967 à Haugesund (Norvège). Il est connu pour les réalisations de Jernanger (2009), Detektor (2000) et State of Happiness (2018).

## Filmographie
- 1998 : Benny
- 2000 : Detector
- 2007 : 5 grøss fra Vestlandet
- 2009 : Shooting the Sun

## Séries télévisées
- 2018 à la télévision : State of Happiness (Lykkeland)

## Récompenses
- 2009 : Prix du public au Festival international du film de Tromsø pour Shooting the Sun